# Chrisnette Saint-Georges
Chrisnette Saint-Georges, née le 30 juillet[Quand ?] à Fonds-Baptiste dans la commune de l'Arcahaie, est une journaliste et psychologue haïtienne. Elle travaille à l'Unité Hydro météorologique (UHM) et est présentatrice de bulletins météo en Haïti,. 

## Biographie
Chrisnette Saint-Georges est née un 30 juillet à Fonds-Baptiste, dans la commune de l’Arcahaie dans la cité du bicolore Haïtienne. Elle est la neuvième d’une famille de treize enfants. Elle a fait ses études primaires à Fonds Baptiste et a poursuivi ses études secondaires à Port-au-Prince. Mariée, elle a un enfant.
Elle est aussi la fondatrice et la directrice du Centre Moderne de Formation Professionnelle (CMPF). Elle met en œuvre un espace de formation qui offre ses services aux habitants de l’Arcahaie et de Tabarre depuis 2018. Elle est fondatrice de « Christo Resto », un restaurant créé à l’Arcahaie au service de la population.
Elle donne des actualités météorologiques dans la plupart des stations de radio de la capitale. Dans le cadre des activités du Centre de Développement communautaire (CEDEC), la journaliste Chrisnette Saint-Georges était chargée de s’adresser à un groupe d’enfants présents ce samedi 16 avril 2022. Pour l’occasion, la journaliste tenait à montrer à ces enfants et adolescents l’importance du leadership pour le sauvetage de la barque nationale.

### Parcours académique
En 2015, Madame Chrisnette Saint-Georges décroche sa licence en psychologie à la faculté d’ethnologie de l’Université d’État d’Haïti. En 2020, elle est diplômée d'un Master II en psychologie sociale.